# España en los Juegos Paralímpicos de Tokio 2020
España estuvo representada en los Juegos Paralímpicos de Tokio 2020 por un total de 127 deportistas, 85 hombres y 42 mujeres.

## Medallistas
El equipo paralímpico español obtuvo las siguientes medallas:
| Nombre                                      | Deporte           | Evento                                   |
| ------------------------------------------- | ----------------- | ---------------------------------------- |
| Oro                                         |                   |                                          |
| Adiaratou Iglesias                          | Atletismo         | 100 m T13 femenino                       |
| Gerard Descarrega                           | Atletismo         | 400 m T11 masculino                      |
| Yassine Ouhdadi                             | Atletismo         | 5000 m T13 masculino                     |
| Kim López                                   | Atletismo         | Peso F12 masculino                       |
| Alfonso Cabello                             | Ciclismo en pista | 1 km contrarreloj C4-5 masculino         |
| Sergio Garrote                              | Ciclismo en ruta  | Contrarreloj H2 masculino                |
| Michelle Alonso                             | Natación          | 100 m braza SB14 femenino                |
| Marta Fernández                             | Natación          | 50 m braza SB3 femenino                  |
| Susana Rodríguez                            | Triatlón          | PTVI femenino                            |
| Plata                                       |                   |                                          |
| Adiaratou Iglesias                          | Atletismo         | 400 m T13 femenino                       |
| Miriam Martínez                             | Atletismo         | Peso F36 femenino                        |
| Sara Martínez                               | Atletismo         | Salto de longitud T12 femenino           |
| Iván José Cano                              | Atletismo         | Salto de longitud T13 masculino          |
| Teresa Perales                              | Natación          | 50 m espalda S5 femenino                 |
| Marta Fernández                             | Natación          | 50 m mariposa S5 femenino                |
| Nuria Marqués                               | Natación          | 100 m espalda S9 femenino                |
| Sarai Gascón                                | Natación          | 100 m libre S9 femenino                  |
| Antoni Ponce                                | Natación          | 100 m braza SB5 masculino                |
| Antoni Ponce                                | Natación          | 200 m libre S5 masculino                 |
| Miguel Luque                                | Natación          | 50 m braza SB3 masculino                 |
| Óscar Salguero                              | Natación          | 100 m braza SB8 masculino                |
| Iñigo Llopis                                | Natación          | 100 m espalda S8 masculino               |
| Héctor Catalá                               | Triatlón          | PTVI masculino                           |
| Sergio Ibáñez                               | Yudo              | –66 kg masculino                         |
| Bronce                                      |                   |                                          |
| Héctor Cabrera                              | Atletismo         | Jabalina F13 masculino                   |
| Alfonso Cabello Pablo Jaramillo Ricardo Ten | Ciclismo en pista | Velocidad por equipos C1-5 mixto         |
| Christian Venge                             | Ciclismo de ruta  | Contrarreloj B masculino                 |
| Luis García-Marquina                        | Ciclismo de ruta  | Contrarreloj H3 masculino                |
| Sergio Garrote                              | Ciclismo en ruta  | Ruta H1-2 masculino                      |
| Marta Fernández                             | Natación          | 50 m libre S4 femenino                   |
| Sarai Gascón                                | Natación          | 100 m mariposa S9 femenino               |
| Nuria Marqués                               | Natación          | 200 m estilos SM9 femenino               |
| Jordi Morales Álvaro Valera                 | Tenis de mesa     | Equipo 6-7 masculino                     |
| Juan Antonio Saavedra                       | Tiro              | Rifle en posición tendida 50 m SH1 mixto |
| Eva María Moral                             | Triatlón          | PTWC femenino                            |
| Alejandro Sánchez                           | Triatlón          | PTS4 masculino                           |